# Pseudopharus gibeauxi
Pseudopharus gibeauxi là một loài bướm đêm thuộc phân họ Arctiinae, họ Erebidae.